# NGC 7603
NGC 7603 é uma galáxia espiral (Sb/P) localizada na direcção da constelação de Pisces. Possui uma declinação de +00° 14' 39" e uma ascensão recta de 23 horas, 18 minutos e 56,4 segundos.
A galáxia NGC 7603 foi descoberta em 23 de Outubro de 1864 por Albert Marth.